# Barry Lopez
Barry Holstun Lopez (* 6. Januar 1945 in Port Chester, New York; † 25. Dezember 2020 in Eugene, Oregon) war ein US-amerikanischer Autor, Ethnologe und Fotograf.

## Leben und Werke
Lopez wuchs im südlichen Kalifornien, wo ihn vor allem die Mojave-Wüste faszinierte, und ab seinem zwölften Lebensjahr in New York auf. Er studierte Aeronautik, Englisch, Theaterwissenschaften, Amerikanische Kulturgeschichte und Journalismus. Ab 1968 lebte er, abgesehen von zahlreichen Reisen in viele Länder, als Schriftsteller in Oregon.
Die Hauptthemen seiner Werke sind die Natur und die Kultur verschiedener Völker und die Frage nach einem lebenswerten Leben. Seine Trilogie Desert Notes, River Notes und Field Notes erschien in den Jahren 1976 bis 1994; der letzte Band steht nur in losem Zusammenhang zu den beiden vorhergehenden.
In seinem Buch Giving Birth to Thunder, Sleeping With his Daughter von 1977, das 1996 unter dem Titel Der listige Coyote. Was sich Indianer am Lagerfeuer erzählen in deutscher Übersetzung erschien, steht die Figur des Trickster Coyote aus indianischen Mythen im Vordergrund. 1978 veröffentlichte er in Anlehnung an einen Titel John Steinbecks Of Wolves and Men (Von Wölfen und Menschen), ein Buch, in dem der schlechte Ruf des Raubtieres Wolf relativiert wird. Für Arctic Dreams (1986) erhielt er den National Book Award. Die deutsche Übersetzung durch Ilse Strasmann, Arktische Träume, wurde 2000 veröffentlicht. 1993 erschien die von Michael Mundhenk besorgte Übersetzung seines Kinderbuches Krähe und Wiesel (Crow and Weasel), 2004 dann Resistance (Als ich aus der Welt verschwand), eine Erzählung über Künstler und Wissenschaftler, die sich gegen Übergriffe staatlicher Einrichtungen zur Wehr zu setzen versuchen.
Lopez fungierte auch als Herausgeber, z. B. von Home Ground, einem literarischen Führer zur amerikanischen Landschaft.

## Auszeichnungen
Lopez erhielt unter anderem Stipendien der Guggenheim-, Lannan- und National Science Foundation. Außerdem wurde er mit der John-Burroughs-, der John-Hay- und der Christopher-Medaille ausgezeichnet. 2020 wurde er Mitglied der American Academy of Arts and Letters.
Ein Archiv seiner Werke wurde an der Texas Tech University eingerichtet.

## Werke
- Barry Lopez: Embrace Fearlessly the Burning World: Essays. Random House, New York 2022, ISBN 978-0-593-24282-7.
- Barry H. Lopez: Der Listige Coyote: Was sich Indianer am Lagerfeuer erzählen. Mit einem Vorwort von Barre Toelken, aus dem amerikanischen Englisch von Hans-Ulrich Möhring. Lamuv-Verlag, Göttingen 1996, ISBN 3-88977-438-5.